# À perte de temps
À perte de temps (titre original : Times Without Number) est un roman de science-fiction de l'écrivain britannique John Brunner, paru en 1969.

## Résumé
L'intrigue du livre se déroule dans les années 1988-1989 dans une chronologie (uchronie) où l'Invincible Armada en 1588 sous le commandement du duc de Parme a envahi l'Angleterre avec succès. 
Les réfugiés espagnols se sont installés en Grande-Bretagne, qui est devenue la nouvelle base de leur empire et dont les habitants sont progressivement assimilés. 
L'Espagnol a remplacé l'Anglais, qui a survécu en tant que langue paysanne dégradée. Les Espagnols de la capitale, Londres, se nommaient eux-mêmes « impériaux » plutôt que « espagnols » et, à l'exception de quelques nationalistes endurcis, la victoire de l'Invincible Armada est considérée comme une bénédiction.